# Komsomolskaja (stacja antarktyczna)
Komsomolskaja (ros. Комсомольская, „Komsomolska”) – nieczynna letnia stacja polarna należąca do ZSRR, położona na lądolodzie Antarktydy Wschodniej.

## Położenie i warunki
Stacja znajduje się we wnętrzu kontynentu, na lądolodzie antarktycznym, 870 km na południe od głównej radzieckiej stacji Mirnyj. Latem temperatura osiąga w tym miejscu maksymalnie -20 °C, zimą spada nawet poniżej -80 °C. Średnia prędkość wiatru to 4 m/s, maksymalnie 15 m/s. Noc polarna trwa niemal trzy miesiące.

## Historia i działalność
Decyzja o budowie stacji Komsomolskaja zapadła jeszcze w marcu 1956 roku, przygotowano lądowisko, ale nadejście zimy uniemożliwiło dalsze prace. Stacja została otwarta 6 listopada 1956 roku w ramach Międzynarodowego Roku Geofizycznego i działała przez trzy sezony, do 9 marca 1959. Posiadała początkowo trzy budynki (mieszkalny z radiem, kuchenny i mieszczący zasilanie). Później dobudowano magazyn, kuchnię przeniesiono, a budynek kuchenny wykorzystano do zakwaterowania. Badania na stacji obejmowały meteorologię, aktynometrię, glacjologię i geomagnetyzm. Po 1959 roku była używana jako postój dla podróżujących drogą lądową ze stacji Mirnyj do stacji Wostok, oraz do uzyskiwania danych meteorologicznych dla samolotów odbywających loty na tej trasie.